# Delitschia crinita
Delitschia crinita är en svampart som beskrevs av Luck-Allen & Cain 1975. Delitschia crinita ingår i släktet Delitschia och familjen Delitschiaceae.   Inga underarter finns listade i Catalogue of Life.